# 小行星21396
小行星21396（21396 Fisher-Ives）是一颗绕太阳运转的小行星，为主小行星带小行星。该小行星于1998年3月发现。

## 轨道参数
小行星21396的轨道半长轴为2.3840891 UA，离心率为0.193。